# 4439 Muroto
4439 Muroto је астероид главног астероидног појаса са средњом удаљеношћу од Сунца која износи 3,068 астрономских јединица (АЈ).
Апсолутна магнитуда астероида је 13,0.